# Чемпионат Израиля по футболу
Израильская Премьер-лига (ивр. ליגת העל בכדורגל‎) — высший футбольный дивизион Израиля.
Израильская Премьер-лига была реорганизована в 1999 году из Национальной лиги (ивр. הליגה הלאומית‎, Лига Леумит), название которой было передано второму дивизиону. В первом сезоне играло 14 клубов: лучшие тринадцать клубов сезона 1998/1999 годов и клуб, занявший первое место во втором дивизионе. В том сезоне 3 клуба были понижены в классе и только один был продвинут в Высшую лигу. В 2009 году лига была расширена до 16 команд, однако спустя 3 сезона снова вернулась к формату четырнадцати клубов. За годы существования лига изменила несколько названий, которой были связаны со спонсорскими соглашениям.

## Регламент
В чемпионате участвуют 14 клубов. В течение сезона клуб играет по два матча с каждым из других клубов Премьер-лиги. После этого лига разбивается в соответствии с результатами первых двух кругов на 2 группы (6 лучших команд в первой и 8 остальных команд во второй), внутри которых команды, борющиеся за чемпионство, играют между собой 2 круга, а борющиеся за место в лиге на следующий сезон — один круг. В конце сезона 2 команды из второй группы, набравшие меньше всех очков, выбывают в низшую лигу.
Чемпион страны получает возможность играть с 1-го квалификационного раунда Лиги Чемпионов, в то время как три следующие команды вместе с обладателем Кубка проходят на разные стадии квалификации Лиги конференций.

## Команды-участницы сезона 2024/25
- «Ашдод»
- «Бейтар» (Иерусалим)
- «Бней Сахнин» (Сахнин)
- «Ирони» (Тверия)[англ.]
- «Маккаби Бней Рейне» (Рейне)[англ.]
- «Маккаби» (Нетания)
- «Маккаби» (Петах-Тиква)
- «Маккаби» (Тель-Авив)
- «Маккаби» (Хайфа)
- «Хапоэль» (Беэр-Шева)
- «Хапоэль» (Иерусалим)
- «Хапоэль Ирони» (Кирьят-Шмона)
- «Хапоэль» (Хадера)[англ.]
- «Хапоэль» (Хайфа)

## Спонсорство

Логотип Премьер-лиги в 2008—2010 гг.

В последние годы лига спонсировалась. Спонсору было разрешено дать название лиге. Список ниже детализирует, кем были спонсоры и как они назвали чемпионат.
- 2002—2004 «Пелефон» — телекоммуникационная компания (Пелефон Лига)
- 2005—н.в. «Тото Лимитед» — футбольная организация (Тото Лига)

## Права на телевизионный показ
Права на показ принадлежали «Hot», кабельному поставщику Израиля, который показывал главные матчи чемпионата воскресным вечером. Также есть и обзор матчей лиги, который показывают в субботу. За границей права на радиовещание на иврите принадлежат «The Israeli Network», которая показывает матчи в США, Канаде, Австралии, Новой Зеландии, Панаме, Коста-Рике и странах Европы. В настоящее время ни одна телекомпания не купила права на показ матчей за границей на другом языке.

## Чемпионы
| - 1928: «Маккаби Хашмона'им» (Иерусалим) - 1931/32: команда британской полиции - 1933/34: «Хапоэль» (Тель-Авив) - 1934/35: «Хапоэль» (Тель-Авив) - 1935/36: «Маккаби» (Тель-Авив) - 1937: «Маккаби» (Тель-Авив) - 1938: «Хапоэль» (Тель-Авив) - 1939: «Маккаби» (Тель-Авив) - 1940: «Хапоэль» (Тель-Авив) - 1941/42: «Маккаби» (Тель-Авив) - 1943/44: «Хапоэль» (Тель-Авив) - 1944/45: «Хапоэль» (Тель-Авив) и «Бейтар» (Тель-Авив) - 1946/47: «Маккаби» (Тель-Авив) - 1949/50: «Маккаби» (Тель-Авив) - 1951/52: «Маккаби» (Тель-Авив) - 1953/54: «Маккаби» (Тель-Авив) - 1954/55: «Хапоэль» (Петах-Тиква) - 1955/56: «Маккаби» (Тель-Авив) - 1956/57: «Хапоэль» (Тель-Авив) - 1957/58: «Маккаби» (Тель-Авив) - 1958/59: «Хапоэль» (Петах-Тиква) - 1959/60: «Хапоэль» (Петах-Тиква) - 1960/61: «Хапоэль» (Петах-Тиква) - 1961/62: «Хапоэль» (Петах-Тиква) - 1962/63: «Хапоэль» (Петах-Тиква) - 1963/64: «Хапоэль» (Рамат-Ган) | - 1964/65: «Хакоах Маккаби Амидар» (Рамат-Ган) - 1965/66: «Хапоэль» (Тель-Авив) - 1966/68: «Маккаби» (Тель-Авив) - 1968/69: «Хапоэль» (Тель-Авив) - 1969/70: «Маккаби» (Тель-Авив) - 1970/71: «Маккаби» (Нетания) - 1971/72: «Маккаби» (Тель-Авив) - 1972/73: «Хакоах Маккаби Амидар» (Рамат-Ган) - 1973/74: «Маккаби» (Нетания) - 1974/75: «Хапоэль» (Беэр-Шева) - 1975/76: «Хапоэль» (Беэр-Шева) - 1976/77: «Маккаби» (Тель-Авив) - 1977/78: «Маккаби» (Нетания) - 1978/79: «Маккаби» (Тель-Авив) - 1979/80: «Маккаби» (Нетания) - 1980/81: «Хапоэль» (Тель-Авив) - 1981/82: «Хапоэль» (Кфар-Сава) - 1982/83: «Маккаби» (Нетания) - 1983/84: «Маккаби» (Хайфа) - 1984/85: «Маккаби» (Хайфа) - 1985/86: «Хапоэль» (Тель-Авив) - 1986/87: «Бейтар»(Иерусалим) - 1987/88: «Хапоэль» (Тель-Авив) - 1988/89: «Маккаби» (Хайфа) - 1989/90: «Бней Иехуда» (Тель-Авив) - 1990/91: «Маккаби» (Хайфа) - 1991/92: «Маккаби» (Тель-Авив) - 1992/93: «Бейтар» (Иерусалим) - 1993/94: «Маккаби» (Хайфа) - 1994/95: «Маккаби» (Тель-Авив) - 1995/96: «Маккаби» (Тель-Авив) | - 1996/97: «Бейтар» (Иерусалим) - 1997/98: «Бейтар» (Иерусалим) - 1998/99: «Хапоэль» (Хайфа) - 1999/2000: «Хапоэль» (Тель-Авив) - 2000/01: «Маккаби» (Хайфа) - 2001/02: «Маккаби» (Хайфа) - 2002/03: «Маккаби» (Тель-Авив) - 2003/04: «Маккаби» (Хайфа) - 2004/05: «Маккаби» (Хайфа) - 2005/06: «Маккаби» (Хайфа) - 2006/07: «Бейтар» (Иерусалим) - 2007/08: «Бейтар» (Иерусалим) - 2008/09: «Маккаби» (Хайфа) - 2009/10: «Хапоэль» (Тель-Авив) - 2010/11: «Маккаби» (Хайфа) - 2011/12: «Хапоэль Ирони» (Кирьят-Шмона) - 2012/13: «Маккаби» (Тель-Авив) - 2013/14: «Маккаби» (Тель-Авив) - 2014/15: «Маккаби» (Тель-Авив) - 2015/16: «Хапоэль» (Беэр-Шева) - 2016/17: «Хапоэль» (Беэр-Шева) - 2017/18: «Хапоэль» (Беэр-Шева) - 2018/19: «Маккаби» (Тель-Авив) - 2019/20: «Маккаби» (Тель-Авив) - 2020/21: «Маккаби» (Хайфа) - 2021/22: «Маккаби» (Хайфа) - 2022/23: «Маккаби» (Хайфа) - 2023/24: «Маккаби» (Тель-Авив) - 2024/25: «Маккаби» (Тель-Авив) |

### Победы команд
| Клуб                                | Победы | Года |
| ----------------------------------- | ------ | --- |
| «Маккаби» (Тель-Авив)               | 26     | 1936, 1937, 1939, 1942, 1947, 1950, 1952, 1954, 1956, 1958, 1968, 1970, 1972, 1977, 1979, 1992, 1995, 1996, 2003, 2013, 2014, 2015, 2019, 2020, 2024, 2025 |
| «Маккаби» (Хайфа)                   | 15     | 1984, 1985, 1989, 1991, 1994, 2001, 2002, 2004, 2005, 2006, 2009, 2011, 2021, 2022, 2023                                                                   |
| «Хапоэль» (Тель-Авив)               | 13     | 1934, 1935, 1938, 1940, 1944, 1957, 1966, 1969, 1981, 1986, 1988, 2000, 2010                                                                               |
| «Хапоэль» (Петах-Тиква)             | 6      | 1955, 1959, 1960, 1961, 1962, 1963 |
| «Бейтар» (Иерусалим)                | 6      | 1987, 1993, 1997, 1998, 2007, 2008 |
| «Хапоэль» (Беэр-Шева)               | 5      | 1975, 1976, 2016, 2017, 2018 |
| «Маккаби» (Нетания)                 | 5      | 1971, 1974, 1978, 1980, 1983 |
| «Хакоах Маккаби Амидар» (Рамат-Ган) | 2      | 1965, 1973 |
| «Маккаби Хашмона'им» (Иерусалим)    | 1      | 1928 |
| Команда британской полиции          | 1      | 1932 |
| «Хапоэль» (Рамат-Ган)               | 1      | 1964 |
| «Хапоэль» (Кфар-Сава)               | 1      | 1982 |
| «Бней Иехуда» (Тель-Авив)           | 1      | 1990 |
| «Хапоэль» (Хайфа)                   | 1      | 1999 |
| «Хапоэль Ирони» (Кирьят-Шмона)      | 1      | 2012 |

## Наибольшее количество матчей
| #  | Игрок          | Карьера   | Количество матчей |
| -- | -------------- | --------- | ----------------- |
| 1  | Арик Бенадо    | 1991—2011 | 573               |
| 2  | Рафи Коэн      | 1988—2010 | 546               |
| 3  | Валид Бадир    | 1992—2013 | 531               |
| 4  | Алон Харази    | 1990—2008 | 526               |
| 5  | Гидеон Дамти   | 1968—1989 | 519               |
| 6  | Лиран Штраубер | 1992—2013 | 513               |
| 7  | Шломо Илуз     | 1978—1996 | 509               |
| 8  | Менахем Белло  | 1964—1982 | 498               |
| 9  | Игаль Антеби   | 1993—2014 | 494               |
| 10 | Алон Хазан     | 1984—2004 | 483               |

## Лучшие бомбардиры

### Бомбардиры за сезон
| Сезон   | Игрок                 | Голы | Клуб                      |
| ------- | --------------------- | ---- | ------------------------- |
| 1999/00 | Асси Туби             | 27   | «Маккаби» (Петах-Тиква)   |
| 2000/01 | Ави Нимни             | 25   | «Маккаби» (Тель-Авив)     |
| 2001/02 | Коби Рефуа            | 18   | «Маккаби» (Петах-Тиква)   |
| 2002/03 | Янив Абарджиль        | 18   | «Хапоэль» (Кфар-Сава)     |
| 2002/03 | Шай Хольцман          | 18   | С.К. «Ашдод»              |
| 2003/04 | Офир Хаим             | 16   | «Хапоэль» (Беэр-Шева)     |
| 2003/04 | Шай Хольцман          | 16   | С.К. «Ашдод»              |
| 2004/05 | Роберто Колаутти      | 19   | «Маккаби» (Хайфа)         |
| 2005/06 | Шай Хольцман          | 18   | С.К. «Ашдод»              |
| 2006/07 | Янив Азран            | 15   | С.К. «Ашдод»              |
| 2007/08 | Самуэль Йебоа         | 15   | «Хапоэль» (Кфар-Сава)     |
| 2008/09 | Барак Ицхаки          | 14   | «Бейтар» (Иерусалим)      |
| 2008/09 | Шимон Абухацира       | 14   | «Хапоэль» Петах-Тиква     |
| 2008/09 | Элиран Атар           | 14   | «Бней Иехуда» (Тель-Авив) |
| 2009/10 | Шломи Арбайтман       | 28   | «Маккаби» (Хайфа)         |
| 2010/11 | Тото Тамуз            | 21   | «Хапоэль» (Тель-Авив)     |
| 2011/12 | Ахмад Саба            | 20   | «Маккаби» (Нетания)       |
| 2012/13 | Элиран Атар           | 22   | «Маккаби» (Тель-Авив)     |
| 2013/14 | Эран Захави           | 29   | «Маккаби» (Тель-Авив)     |
| 2014/15 | Эран Захави           | 27   | «Маккаби» (Тель-Авив)     |
| 2015/16 | Эран Захави           | 35   | «Маккаби» (Тель-Авив)     |
| 2016/17 | Видар Эрн Кьяртанссон | 19   | «Маккаби» (Тель-Авив)     |
| 2017/18 | Диа Саба              | 24   | «Маккаби» (Нетания)       |
| 2018/19 | Бен Саар              | 15   | «Хапоэль» (Беэр-Шева)     |
| 2019/20 | Никита Рукавица       | 22   | «Маккаби» (Хайфа)         |
| 2020/21 | Никита Рукавица       | 19   | «Маккаби» (Хайфа)         |
| 2021/22 | Омер Ацили            | 20   | «Маккаби» (Хайфа)         |
| 2022/23 | Омер Ацили            | 21   | «Маккаби» (Хайфа)         |
| 2023/24 | Дин Давид             | 20   | «Маккаби» (Хайфа)         |
| 2023/24 | Эран Захави           | 20   | «Маккаби» (Тель-Авив)     |

## Бомбардиры за всю историю
| #  | Игрок            | Карьера    | Голы |
| -- | ---------------- | ---------- | ---- |
| 1  | Алон Мизрахи     | 1989—2005  | 206  |
| 2  | Одед Махнес      | 1974—1990  | 197  |
| 3  | Моше Романо      | 1965—1982  | 192  |
| 4  | Ави Нимни        | 1989—2008  | 194  |
| 5  | Шай Хольцман     | 1990—2009  | 169  |
| 6  | Эран Захави      | 2016—н. в. | 169  |
| 7  | Мордехай Шпиглер | 1963—1977  | 168  |
| 8  | Ури Мальмилиан   | 1973—1993  | 159  |
| 9  | Давид Лави       | 1973—1988  | 158  |
| 10 | Наум Стельмах    | 1952—1970  | 155  |